# Гюнцбургер, Бернхард
Бернхард Гюнцбургер (нем. Bernhard Günzburger; 3 февраля 1846, Кригсхабер, ныне в составе Аугсбурга — 21 марта 1919, Мюнхен) — немецкий оперный певец (баритон) и музыкальный педагог еврейского происхождения.
Учился в родном городе у городского капельмейстера Карла Каммерландера, затем в Мюнхенской академии музыки у Франца Хаузера. Дебютировал в 1866 году как концертный певец, в 1868 г. получил первый ангажемент в оперном театре Регенсбурга, где оставался два сезона. Затем в течение сезона пел в Дюссельдорфе, ещё сезона — в Цюрихе. В дальнейшем выступал в Гамбурге и Кёльне, гастролировал в Нью-Йорке. Был занят преимущественно в вагнеровском репертуаре, особенно партии Ганса Сакса («Нюрнбергские мейстерзингеры») и Вольфрама («Тангейзер»). Завершил исполнительскую карьеру в 1882 г.
С 1885 г. занимался педагогической работой: сперва во Франкфурте-на-Майне, затем в Зондерсхаузене и наконец в 1894 г. в Мюнхенской академии музыки, с 1900 г. профессор. Учениками Гюнцбургера в разное время были певцы Пауль Кнюпфер, Юлиус Путлиц, Карл Манг, музыковед Герман Рут-Зоммер.